# Henryk Berlewi

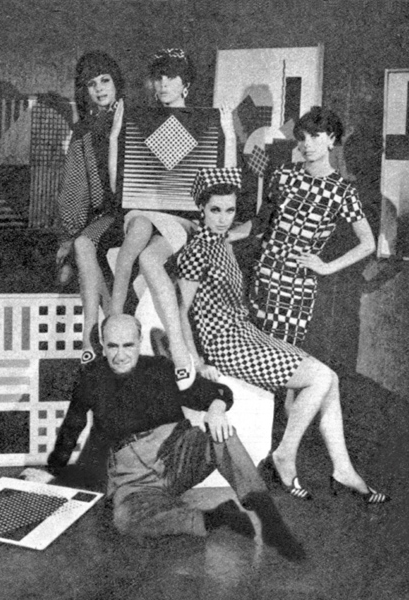
Henryk Berlewi

Henryk Berlewi (* 20. Oktober 1894 in Warschau; † 2. August 1967 in Paris) war ein polnischer bildender Künstler, Typograph, Kunstkritiker und Kunsttheoretiker.
Henryk Berlewi gehörte in den 1920er Jahren zu den führenden Vertretern der geometrischen Abstraktion in Warschau und Berlin. Vom russischen Konstruktivismus beeinflusst, war Berlewi Teil der osteuropäischen Avantgarde, deren Beitrag zur Kunst des 20. Jahrhunderts von eminenter Bedeutung war. Henryk Berlewi war eine wichtige Figur in der jiddischen Buchgestaltung und Typografie der frühen 1920er Jahre und die Werke seines künstlerischen Schaffens in Warschau, waren geprägt von Motiven der jüdischen Kultur. Im Jahr 1923 entwickelte er sein Traktat der abstrakten Kunst, ein Manifest, das er "Mechano-Faktura" nannte. Er reduzierte seine Kompositionen auf einfache Farben und geometrische Formen, die mittels Rastertechnik entstanden. 1957 wurde er in Paris als abstrakter Künstler wiederentdeckt, der als Pionier den Weg für die Op-Art ebnete.

## Leben

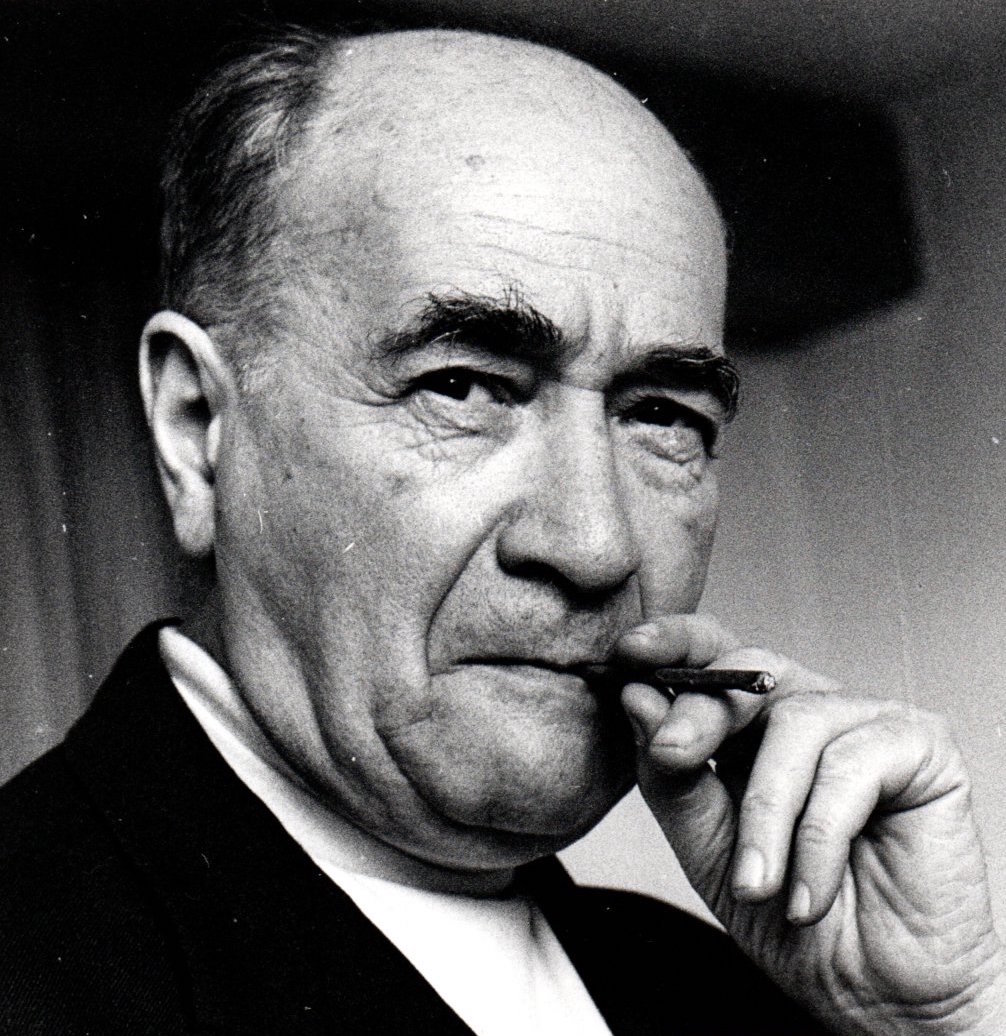
Porträt Henryk Berlewi, Berlin 1962. Foto: Helmut Lortz

Berlewi stammt aus einer assimilierten, jüdischen Familie. Seine akademische Ausbildung begann Berlewi bereits als Schüler 1906–1909 an der Schule der Schönen Künste Warschau. Im Anschluss studierte er von 1909 bis 1910 in Antwerpen an der Académie des Beaux Arts, 1911–1912 in Paris an der École des Beaux-Arts, Paris und schloss seine Studien 1913–1916 an der Szkole Rysunkowej in Warschau ab. In jener Zeit interessierte er sich für den Kubismus, während des Zweiten Weltkrieges begann er sich mit Dada und dem Futurismus auseinanderzusetzen. Bis 1922 in Warschau war Berlewi aktiv in der polnisch jüdischen Künstlerszene (Jung Idysz, Kultur Liga). In seinen Werken aus dieser Zeit dominieren Motive der jüdischen Folklore. Er beteiligte sich an der Erneuerung der jüdischen Graphik und Typographie in Polen, illustrierte Bücher in jiddischer Sprache und zeichnete Porträts seiner Künstlerfreunde, unter ihnen Uri Zvi Greenberg. Für jiddisch-hebräisches Theater entwarf er Theaterdekorationen und Plakate. 1921, inspiriert von einem Vortrag El Lissitzkys in Warschau, beschloss Berlewi nach Berlin zu ziehen, wo er von 1921 bis 1923 lebte. Hier begegnete er den führenden Figuren der Kunst der Avantgarde, unter ihnen Laszlo Moholy-Nagy, Raoul Hausmann und Mies van der Rohe. Er war Mitglied der Novembergruppe und stellt auf der Großen Berliner Kunstausstellung aus. Berlewi wandte sich in dieser Zeit der konstruktiven Abstraktion zu und begründet seine Theorie der Mechano-Faktur. 1924, zurück in Warschau, publizierte er dieses Traktat, das inspiriert vom Konstruktivismus, eine radikale Reduktion der bildnerischen Mitte aus sich wiederholenden geometrischen Grundelementen, in schwarz, weiß und roter Farbe, postuliert und die Abkehr von der Darstellung der dritten Dimension fordert. Seine Mechano-Faktur-Bilder konstruierte er mit technischen Werkzeugen - Lineal, Zirkel und Rasterschablonen, um den handwerklichen Vorgang mittels technischer Hilfsmittel zu mechanisieren und so den Einklang der Kunst mit den sozialen und wirtschaftlichen Begebenheiten der Zeit zum Ausdruck zu bringen. In Warschau wurde er Mitbegründer der Künstlergruppe BLOK (1924–1926) und gründete 1924 mit Aleksander Wat die Reklama Mechano Werbeagentur, um seine Ideen über den Umweg der Werbung einem bürgerlichen Publikum näherzubringen. Auf Einladung von Hervath Walden, stellt Berlewi 1924 in Berlin seine abstrakten Bilder in der Galerie Der Sturm aus und publizierte in Waldens Zeitschrift Der Sturm sein Mechano-Faktur-Manifest in deutscher Sprache. 1928 zog Berlewi nach Paris um, unterbrach seine Experimente mit der der abstrakten Kunst und widmet sich, bei Reisen durch Frankreich und Belgien, der Portraitmalerei sowie der Kunstkritik. Während des Zweiten Weltkrieges unterbrach er seine künstlerische Tätigkeit, floh 1942 nach Nizza und wurde Mitglied im französischen Widerstand. Nach dem Krieg widmete sich Berlewi zunächst der Malerei von Stillleben und Porträts, bis er 1957 als Pionier der abstrakten Kunst wiederentdeckt wurde und eine Würdigung als Erfinder der OP-Art erfuhr. So nahm Berlewi die Arbeit an seinen Mechano-Faktur Bildern wieder auf. Die Wiederentdeckung seiner Experimente der abstrakten Kunst, führte zu einer Neubewertung und Anerkennung seines Werkes und resultierte in zahlreichen Ausstellungen in europäischen Hauptstädten. 1965 nahm er an der maßgeblichen OP-ART Ausstellung im MOMA in New York: „The Responsive Eye“, teil und wurde, wie auch andere Op-Art Künstler in den 60er Jahren einem breiteren Publikum bekannt. Henryk Berlewi stand im engen Kontakt mit Eckhard Neumann, Heinz Ohff, Peter Lufft und Eberhard Steneberg.
Henryk Berlewi starb am 2. August 1967 im Alter von 72 Jahren in Paris.

## Werke in öffentlichen Sammlungen (Auswahl)
- Neue Nationalgalerie/Kupferstichkabinett, Berlin
- Kunstmuseen Krefeld/Kaiser-Wilhelm Museum, Krefeld
- Adolf Luther Stiftung, Krefeld
- Sammlung Etzold im Museum Abteiberg, Mönchengladbach
- Staatsgalerie Stuttgart
- Museum Ritter, Waldenbuch
- Israel Museum, Jerusalem
- Nationalmuseum Warschau
- Jewish Historical Institute, Warschau
- Kunstmuseum Lodz
- Museum of Modern Art, New York
- Merrill C. Berman Collection, New York
- Musée d´Art Moderne/Centre Pompidou, Paris
- Musée d´Art et d´Histoire du Judaisme, Paris

## Ausstellungen (Auswahl)
- 1924 Einzelausstellung in Herwarth Waldens Galerie DER STURM, Berlin
- 1957 50 Jahre abstrakte Malerei, Galerie Creuze, Paris
- 1957 Précurseurs de l´art abstrait en Pologne, Galerie Denise Rene, Paris
- 1961 DER STURM-Herwart Walden und die Europäische Avantgarde Berlin (1912–1932), Nationalgalerie Berlin im Schloss Charlottenburg
- 1963 Einzelausstellung „Mechano-Fakturen“, galerie situationen berlin
- 1963 Formes Mathématiques – Peintres et Sculpteurs, Palais de la Découverte/Grand Palais, Paris
- 1964 Henryk Berlewi Retrospektive von 1908 bis heute, Institut Francais/Maison de France, Berlin
- 1965 Mecano-Facture – Du Sturm à l`op art. Berlewi: œuvres anciennes et recentes, Centre d´art cybernetique, Paris
- 1965 The responsive eye, Museum of Modern Art, New York
- 1966 Henryk Berlewi Retrospektive, Warschau/Lodz/Zielona Góra/Słupsk
- 1967 Avantgarde Osteuropa 1919–1930, Akademie der Künste, Berlin
- 1973 Konstruktivismus in Polen 1923–1936, Museum Folkwang, Essen
- 1978 Henryk Berlewi, Helen Serger-La Boetie, New York
- 1983 Presences Polonaises, Centre Pompidou, Paris
- 1987 Captured Glance. The Avantgarde and advertising in the twenties, Galerie Helen Serger / Merrill C. Berman collection, NY
- 1994 Europa, Europa: Das Jahrhundert der Avantgarde in Mittel- und Osteuropa, Bundeskunsthalle Bonn
- 2001 Central European Avantgarde 1910–1930, Los Angeles County Museum
- 2006 master drawings from the MOMA, Shanghai Museum of Art
- 2007 Los Cineticos, Museo Nacional Centro de Art Reina Sofia, Madrid
- 2010 Van Doesburg and the international avantgarde. Constructing a new world, Tate Modern, London
- 2012 Der Sturm-Zentrum der Avantgarden, Von-der-Heydt-Museum, Wuppertal2012 La Vanguardia applicada 1890–1950, Fundacion Juan March, Madrid
- 2015 Ein Quadrat ist ein Quadrat ist ein Quadrat, Highlights aus der Sammlung Marli Hoppe-Ritter, Ritter Museum Waldenbuch
- 2018 Otto Müller und sein Netzwerk in Breslau, Hamburger Bahnhof, Berlin
- 2020 Engineer, agitator, constructor: The artist re-invented 1918–1939, Museum of Modern Art, New York
- 2020 Sud-Est, le constructivisme en héritage: Europe de l´Est et Amérique du Sud (aus der Sammlung vom Centre Pompidou), Fondation Vasarely, Aix-en-Provence
- 2021 Impasse Ronsin – Mord, Liebe und Kunst im Herzen von Paris, Museum Tinguely, Basel